# Aeroporto di Ulan Bator-Gengis Khan
L'Aeroporto di Ulan Bator-Gengis Khan, (IATA: ULN, ICAO: ZMUB) noto con il nome commerciale di Aeroporto Internazionale di Gengis Khan (in lingua mongola: Чингис хаан олон улсын нисэх буудал), è l'aeroporto principale della capitale mongola Ulan Bator ed è definito come internazionale dalla Mongolia Aeronautical Information Service.

## Descrizione

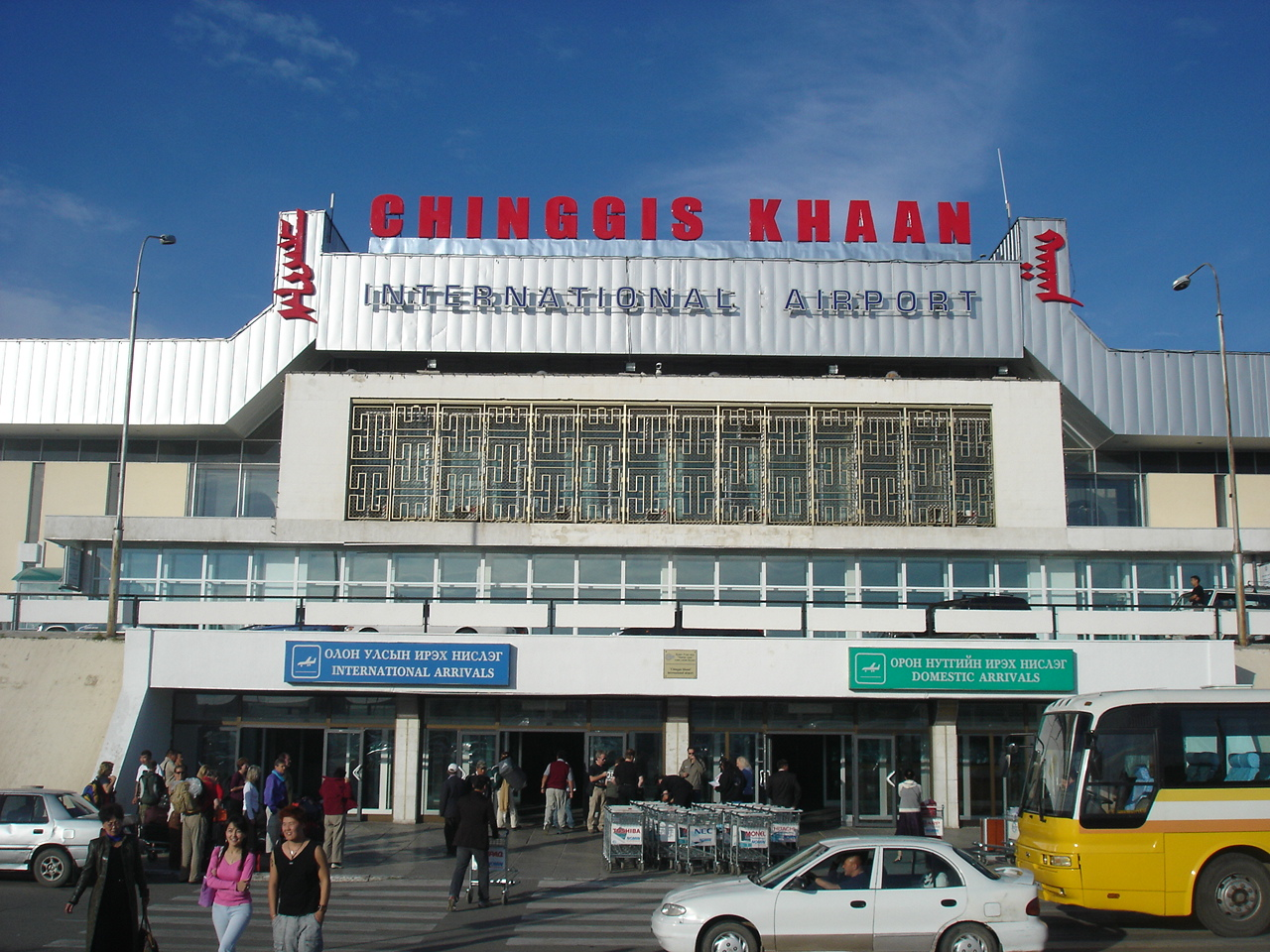
Il terminal aeroportuale

È il più grande impianto aereo del Paese e l'unica struttura ad offrire voli internazionali; è inoltre base principale delle operazioni per i vettori nazionali MIAT Mongolian Airlines, Eznis Airways e Aero Mongolia.
L'aeroporto è stato precedentemente noto come Aeroporto Buyant Ukhaa fino a quando, il 21 dicembre 2005, è stato rinominato Aeroporto Internazionale Gengis Khan per celebrare l'ottocentesimo anniversario della creazione di uno Stato della Mongolia.